# L'Auberson
L’Auberson es un pueblo del municipio de Sainte-Croix, en el cantón de Vaud, Suiza.

## Geografía
Se trata de un asentamiento de viviendas lineal que se encuentra en un pequeño espolón de una colina en medio de una meseta del Jura. Con una altitud de 1101 metros sobre el nivel del mar, es uno de los pueblos más altos de la cordillera del Jura, solo ligeramente superado por algunos pueblos franceses en las regiones de Les Rousses y de Saint-Claude. Junto con La Chaux-de-Sainte-Croix, el pueblo se encuentra en la zona de captación hidrológica del río Areuse, que fluye a través del Val de Travers en el cantón de Neuchâtel. Políticamente, sin embargo, las dos ciudades pertenecen al municipio de Sainte-Croix, en Vaud. El pueblo está conectado con Sainte-Croix en el este a través del Col des Etroits (a 1.152 m de altitud) con una carretera que se bifurca al noreste hacia Buttes poco antes de la cima del puerto. El Col de l’Aiguillon conduce al sur hasta Baulmes. Al oeste, el pueblo limita con Francia y está conectado con Les Fourgs y Pontarlier a través de una carretera abierta en 1848.

## Historia
Hasta el siglo XVI, el pueblo perteneció al gobierno de Sainte-Croix, en 1536 se incorporó al señorío bernés de Yverdon-les-Bains, y desde 1803 ha formado parte del cantón de Vaud. L'Auberson ha sido tradicionalmente, desde 1536, de religión reformista y estuvo afiliado a Sainte-Croix antes de recibir su propia iglesia en 1860. En el siglo XIX, la localidad, que inicialmente constaba tan solo de dos granjas, se convirtió en un pueblo. La población era de 500 habitantes en 1860, cayó a 385 en 1983 y en el siglo XXI ha vuelto a rondar los 500 habitantes.
La comunidad es eminentemente agrícola, aunque la minería del hierro tuvo gran peso económico entre los siglos XVI y XIX. Como en muchos pueblos del Jura, la industrialización comenzó en el siglo XVIII y aquí tuvo presencia la industria manufacturera mecánica. Al principio se fabricaban principalmente relojes y más tarde cajas de música, aunque la actividad industrial experimentó un fuerte declive en los años de la década de 1970.

## Lugares de interés
- Iglesia reformada, construida en 1869. El edificio es un templo de estilo neoclásico con un ábside semicircular y una torre frontal con un característico tejado de aristas curvadas.
- Escuela, construida en 1886 por Francis Isoz
- Musée Baud, colección especial de cajas de música históricas

## Galería

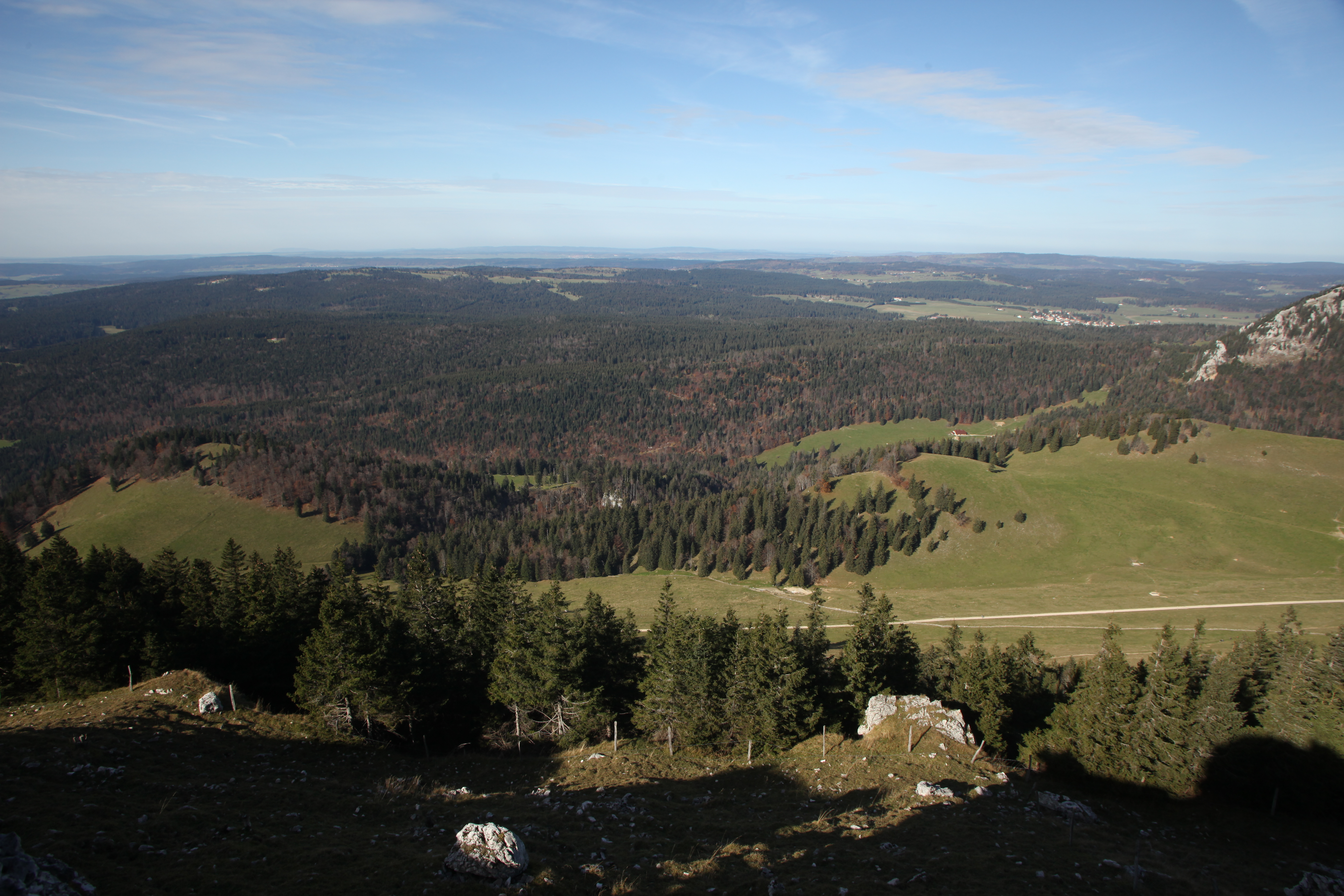
Vista desde el monte Suchet (1588 m) sobre los bosques de la meseta de L'Auberson
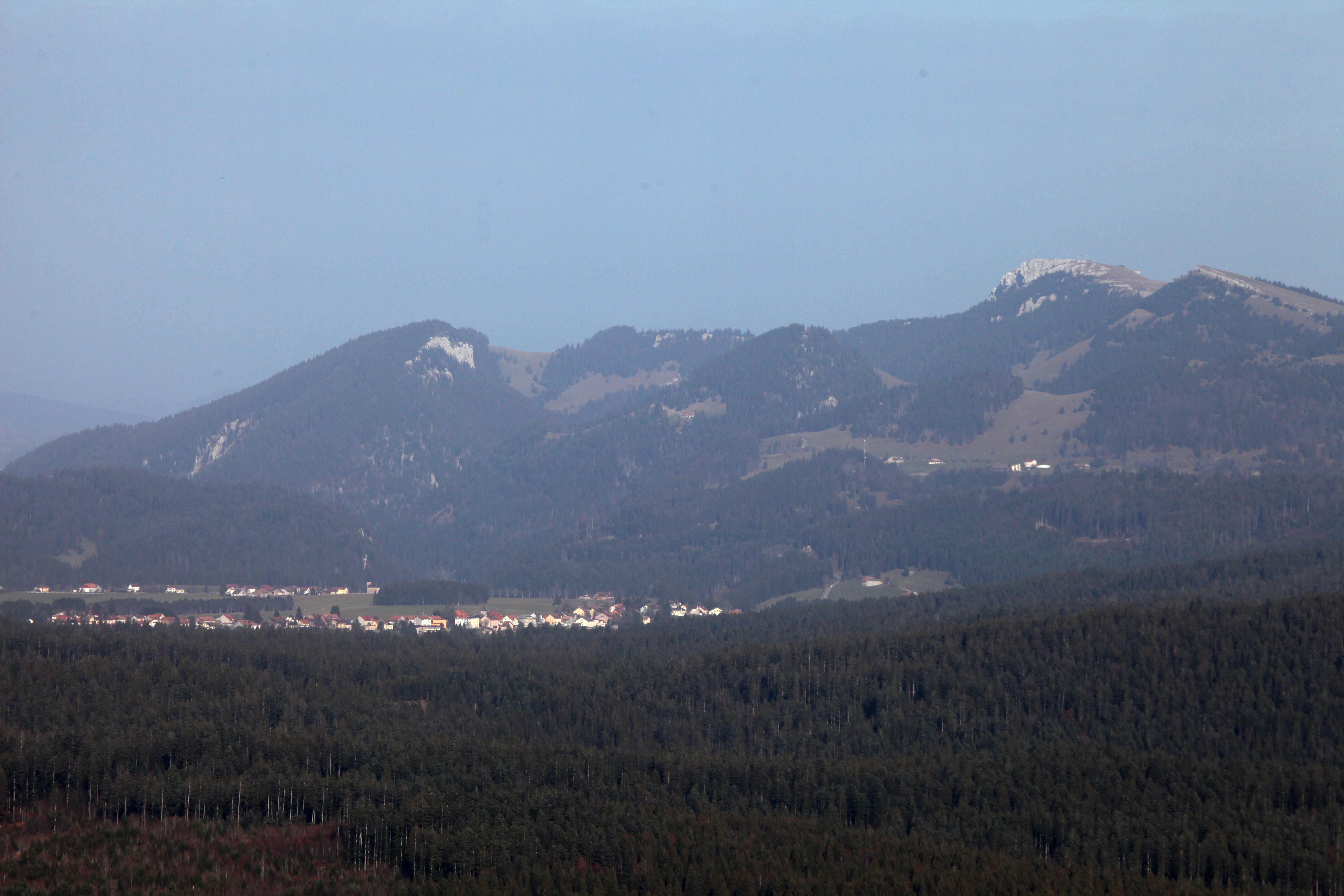
L'Auberson con vistas al alto Chasseron (1608 m)
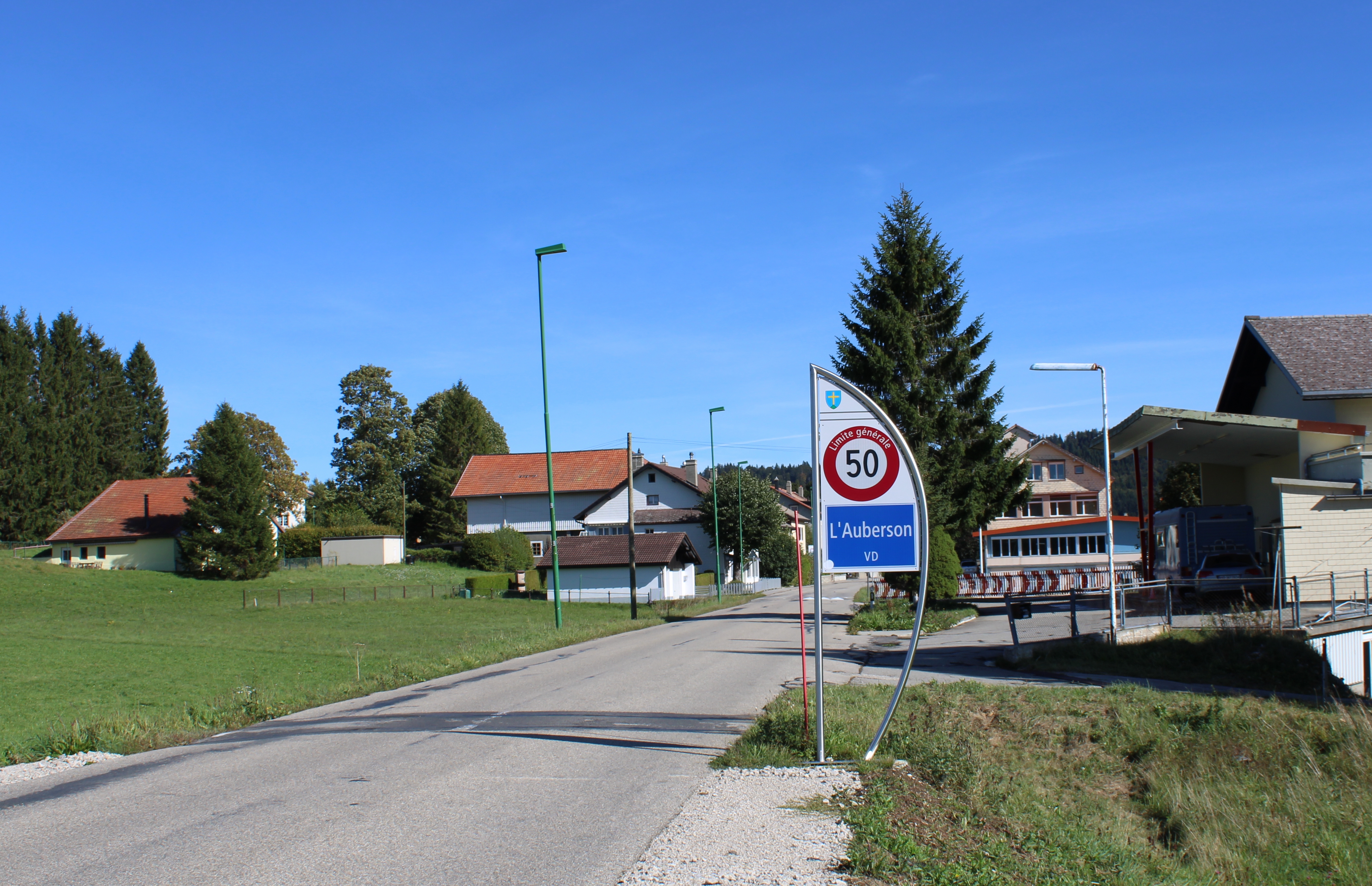
Entrada a L'Auberson
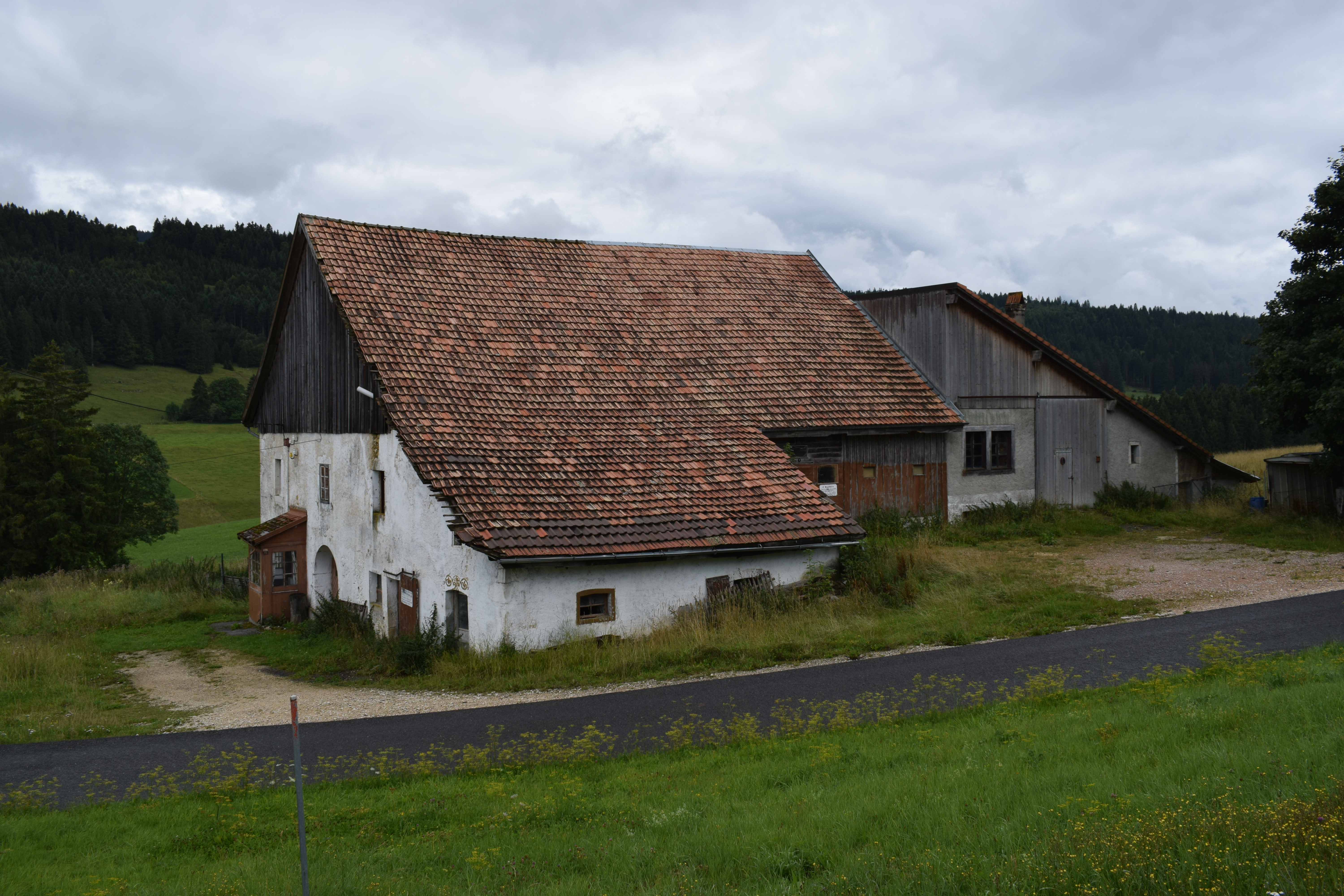
Posada del Jura de 1715 a la entrada del pueblo
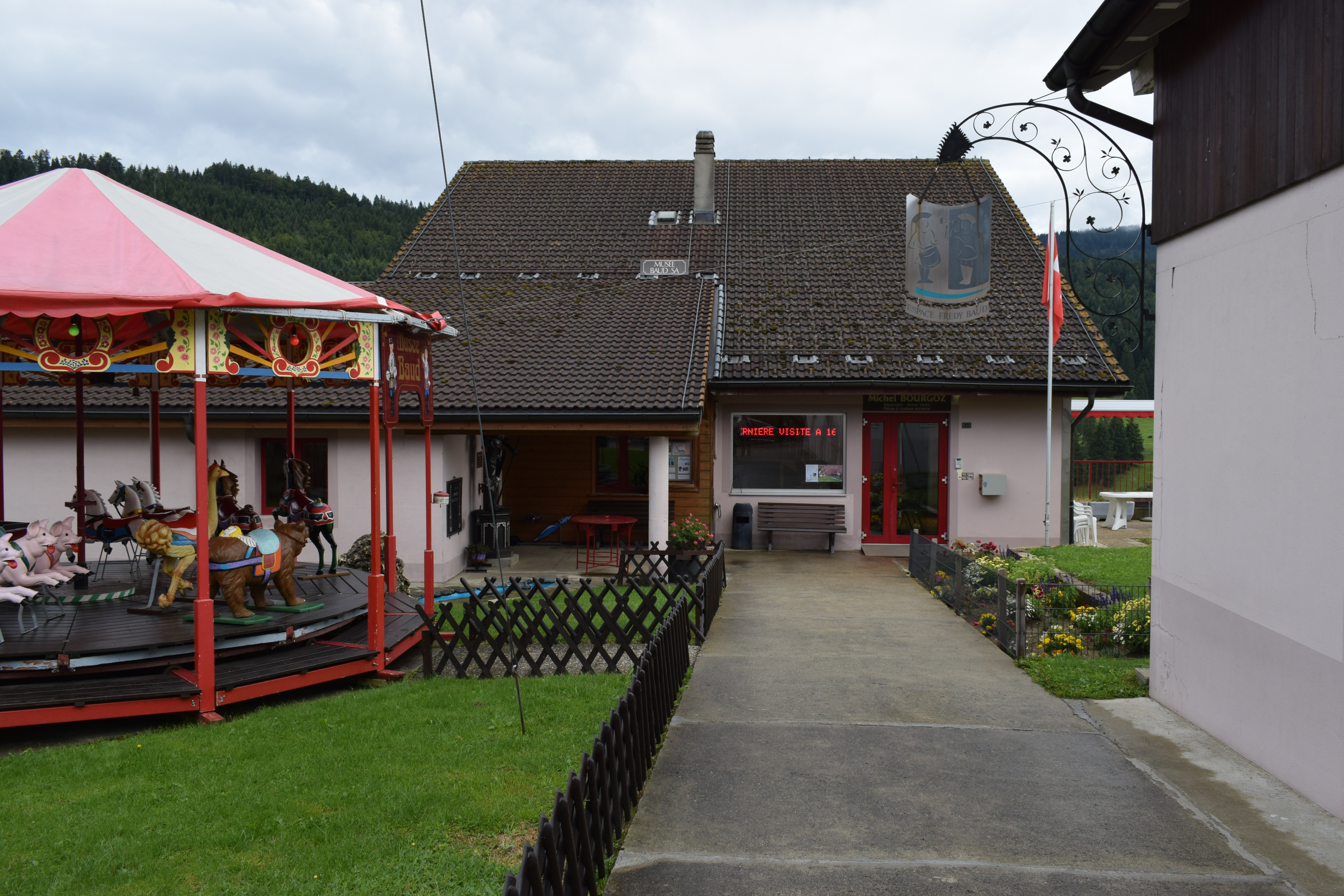
Museo Baud
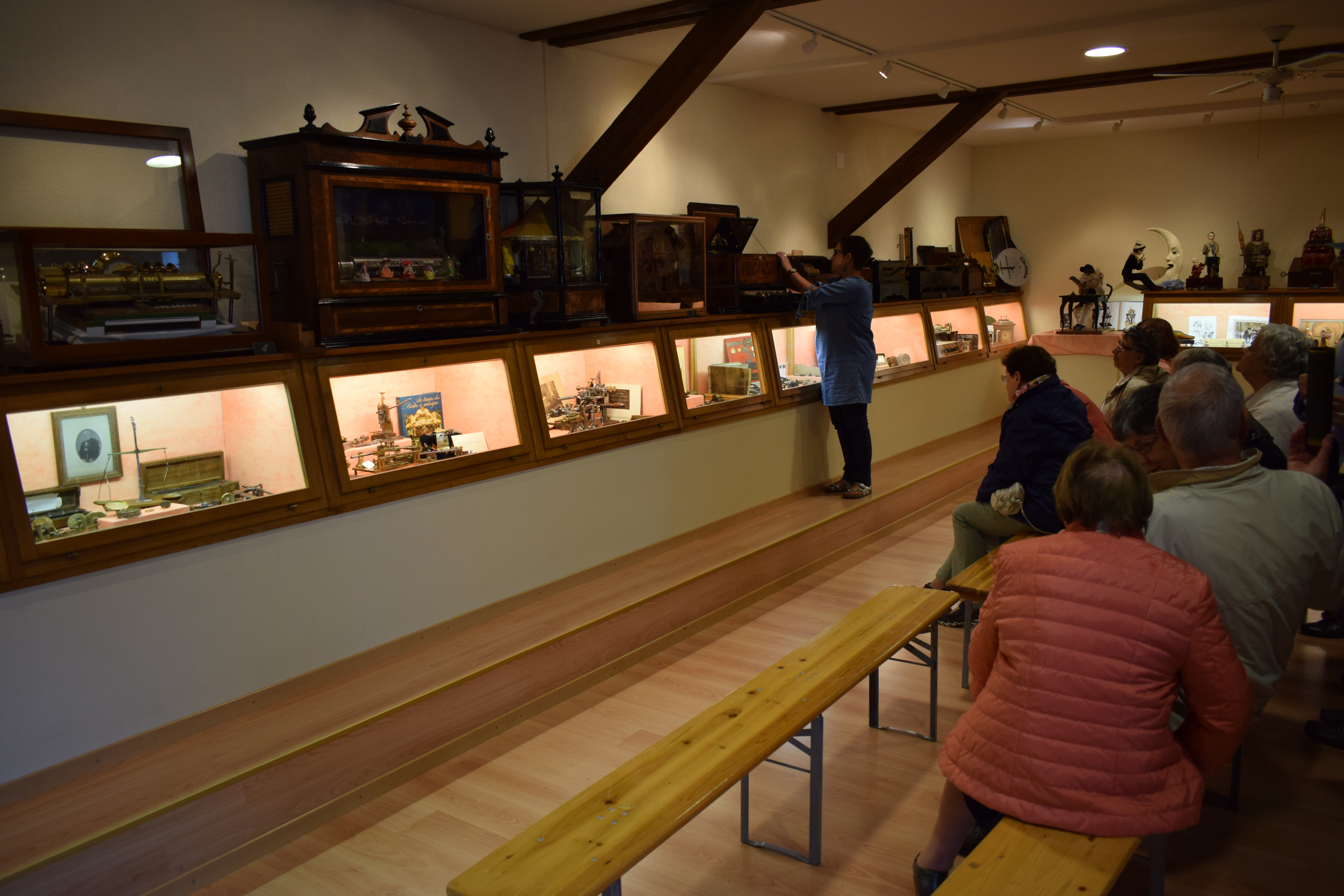
Máquinas fonográficas en el Museo Baud

## Personalidades
- Michel Bühler (1945-2022), cantante y escritor